# Kassolo-Tiabona
Kassolo-Tiabona est une commune rurale située dans le département de Cassou de la province du Ziro dans la région du Centre-Ouest au Burkina Faso.

## Éducation et santé
Kassolo-Tiabona accueille un centre de santé et de promotion sociale (CSPS).